# Энактивизм
Энактиви́зм (англ. enactivism) — группа теорий сознания, возникшая в рамках когнитивной науки и противопоставляющая себя как классическому картезианскому дуализму, так и современной аналитической философии сознания.

## Общие сведения
Основные положения энактивизма сформулировали Франсиско Варела, Элеанор Рош и Эван Томпсон в изданной в 1991 году книге «Воплощённый разум» («The Embodied Mind»). Энактивизм широко освещается во многих научных журналах, при этом флагманскими научными журналами, специализирующимися на данной теме, стали «Phenomenology and the Cognitive Sciences» и «Kybernetes».
Согласно энактивизму, познание представляет собой не отражение в сознании субъекта внешнего по отношению к нему мира (как утверждает доминирующая в когнитивной науке и эпистемологии парадигма — репрезентационализм), а процесс формирования мира путём взаимодействия между мозгом, телом и внешней средой. Ключевым понятием энактивизма является опыт. Энактивизм базируется на философии недвойственности, преодолевающей противопоставление субъекта и объекта, тела и сознания, организма и внешней среды, жизни и познания, реального и виртуального. Отличительные черты энактивизма:
- холизм;
- динамизм;
- процессуализм;
- эмерджентизм;
- автопоэтичность;
- активность телесного разума и познающего тела;
- натурализм.

## Основные разновидности энактивизма
В книге «Воплощённый разум» чилийский нейробиолог Франсиско Варела, американский психолог Элеанор Рош и канадский философ Эван Томпсон предприняли попытку интегрировать когнитивную науку с феноменологией Эдмунда Гуссерля и Мориса Мерло-Понти и буддийской философией (они также рассмотрели в ней ряд идей из психоанализа). Авторы доказывали необходимость отказа от репрезентационализма, который представляет познание как процесс обработки поступающей извне информации путём построения карты внешнего мира в сознании субъекта. Для обозначения альтернативного взгляда на познание они ввели в употребление термины «enaction» и «enactive». Согласно предложенной ими точке зрения, познание определяется как «воплощённое действие».
В противоположность репрезентационализму, энактивизм отождествляет жизнь и познание, утверждая, что сознание и мозг принимают активное участие в построении внешнего мира (то есть осуществляют энактивацию мира). По словам одного из крупнейших представителей энактивизма Алва Ноэ, «восприятие — это не то, что случается с нами или в нас, а то, что мы делаем».
Энактивизм становится всё более влиятельным подходом в когнитивной науке, философии сознания и эпистемологии. Исследователи разрабатывают различные варианты энактивизма, среди которых выделяются три основных:
- Классический энактивизм, основывающийся на идее аутопоэзиса;
- Сенсомоторный энактивизм, который делает упор на идее происхождения когнитивных структур и процессов из рекуррентных сенсомоторных паттернов восприятия и действия;
- Радикальный энактивизм, который базируется на процессуализме и экстернализме. Согласно радикальному энактивизму, сознание представляет собой динамический процесс, в котором участвует не только организм животного, но и внешний мир, то есть сознание находится за пределами мозга и тела.

## Место энактивизма в воплощённой когнитивной науке
Энактивизм представляет собой один из нескольких вариантов воплощённого подхода к познанию, который разрабатывается в ряде научных исследовательских программ, известных под общим названием «воплощённая когнитивная наука». Отличие энактивизма от остальных вариантов воплощённого познания состоит в более ярко выраженной приверженности феноменологии и прагматизму, а также в более радикальном отказе от подходов традиционной когнитивной науки и аналитической философии сознания, которые рассматривают сознание как порождение мозга или отождествляют сознание с мозгом. Энактивисты ведут дискуссии не только с представителями традиционной когнитивной науки, но и с представителями альтернативных направлений воплощённой когнитивной науки по таким вопросам как функционализм, значение тела, связь тела с окружающей средой и др. При этом среди энактивистов также нет единства по многим вопросам, и они часто вступают в дискуссии друг с другом.
Энактивизм тесно связан с нейрофеноменологией. Эван Томпсон и Джованна Коломбетти характеризуют нейрофеноменологию как ответвление энактивизма. Джозеф Нейссер полагает, что энактивизм является специфическим подходом к обширной нейрофеноменологической проблематике, который служит основой нейрофеноменологии как отдельного направления исследований.

## Энактивистская методология
Наряду с теоретическими построениями, энактивизм предлагает использование особой методологии при проведении эмпирических исследований. Эта методология допускает использование общепринятых методов, однако при этом она придаёт особое значение той роли, которую при проведении исследований играет наблюдатель. Энактивистский подход подчёркивает, что процесс описания данных исследователем имеет двустороннюю направленность, то есть исследователь узнаёт новое, которое частично создаётся им самим. Энактивисты полагают, что данный принцип действует в отношении любых исследований, а не только тех исследований, которые проводятся сторонниками энактивизма. По мнению энактивистов, единственное отличие их методологии состоит в понимании факта зависимости наблюдения от наблюдателя. Энактивистская методология основана на феноменологической редукции.
Энактивисты считают, что сознание супервентно не только на мозговых процессах, но и на телесных процессах, поскольку мозг и тело тесно взаимосвязаны, и их нормальное существование и функционирование зависят друг от друга. Поэтому энактивизм существенно отличается от распространённого в нейробиологии подхода, ограничивающего изучение сознания поисками нейронных коррелятов сознания. Согласно энактивизму, при изучении сознания необходимо также рассматривать другие физиологические корреляты сознания.

## Связь энактивизма с буддизмом
Для дополнения биологической основы энактивизма Варела, Рош и Томпсон использовали феноменологию и буддизм, уделяющие большое внимание субъективному опыту. Феноменология помогает описывать субъективный опыт с использованием понятий, которых не хватает в биологии. Однако, будучи философским направлением, феноменология не предусматривает практической работы с субъективным опытом. Поэтому Варела, Рош и Томпсон решили дополнить феноменологию буддийской практикой осознанной медитации («mindfulness meditation»), которая вполне совместима с биологическими подходами к вопросам воплощения, зависимости наблюдения от наблюдателя и энактивации мира. В этой связи ряд учёных считает буддизм важным аспектом энактивизма. Однако использование буддийских методов не является общепринятым среди исследователей, называющих себя энактивистами. Данное расхождение касается не только методологических, но и онтологических вопросов. Так, Франсиско Варела выразил уверенность в возможности постичь при помощи осознанной медитации фундаментальную трансцендентальную реальность, которая является основой всего сущего. Однако чилийский биолог Умберто Матурана, который совместно с Варелой разработал концепцию аутопоэзиса, отверг такую возможность ввиду того, что люди являются молекулярными аутопоэтическими системами.

### На русском языке
- Князева Е. Н. Энактивизм: новая форма конструктивизма в эпистемологии. — М., СПб.: Центр гуманитарных инициатив; Университетская книга, 2014. — 352 с. — (Humanitas). — 1000 экз. — ISBN 978-5-98712-192-4.
- Деникин А. А. Телесно-ориентированный подход при анализе произведений экранного искусства // Знание. Понимание. Умение. — 2017. — № 2.

### На английском языке
- Anthony Chemero. Radical Embodied Cognitive Science. — Cambridge, Massachusetts: The MIT Press, 2009. — xiv+252 p. — (A Bradford Book). — ISBN 978-0-262-01322-2.
- Charles Wallis and Wayne Wright. Chapter 11: Enactivism's vision: Neurocognitive basis or neurocognitively baseless? // The Oxford Handbook of Philosophy and Neuroscience / Edited by John Bickle. — New York: Oxford University Press, 2009. — P. 251-308. — 635 p. — ISBN 9780195304787.
- Enaction: Toward a New Paradigm for Cognitive Science / Edited by  John Robert Stewart, Olivier Gapenne and Ezequiel A. Di Paolo. — Cambridge: MIT Press, 2010. — xvii, 463 p. — ISBN 978-0-262-01460-1.
- Matthew MacKenzie. 9. Enacting the Self: Buddhist and Enactivist Approaches to the Emergence of the Self // Self, No Self?: Perspectives from Analytical, Phenomenological, and Indian Traditions / Edited by Mark Siderits, Evan Thompson, and Dan Zahavi. — New York: Oxford University Press, 2011. — P. 239-273. — 352 p. — ISBN 978-0-19-959380-4.
- Cor Baerveldt and Theo Verheggen. Enactivism // The Oxford Handbook of Culture and Psychology / Edited by Jaan Valsiner. — New York: Oxford University Press, 2012. — P. 165-190. — 1152 p. — ISBN 978-0-19-539643-0.
- Giovanna Colombetti. Ideas for an Affective Neuro-physio-phenomenology // The Feeling Body: Affective Science Meets the Enactive Mind. — MIT Press, 2014. — P. 135-170. — 288 p. — ISBN 978-0-262-01995-8.